# ستيفان لانوي
ستيفان لانوي (بالفرنسية: Stéphane Lannoy)‏، من مواليد 18 سبتمبر 1969 في فرنسا، حكم كرة قدم فرنسي.
حصل على الشارة الدولية في عام 2006 و قد حكم في كرة قدم للرجال في الألعاب الأولمبية الصيفية 2008 ودوري أبطال أوروبا ودوري أوروبا وكأس الأمم الأوروبية لكرة القدم 2008 وكأس العالم لكرة القدم 2010.

## روابط خارجية
- ستيفان لانوي على موقع Soccerway.com (الإنجليزية)